# Козмо Італо
Італо Ко́змо (італ. Italo Cosmo; нар. 1905 — пом. 1980) — італійський вчений в області виноградарства і виноробства. Професор з 1938 року. Віце-президент Італійської академії винограду і вина з 1963 року.

## Біографія
Народився у 1905 році. 1922 року закінчив школу виноградарства і виноробства в Конельяно, у 1929 році — Болонський університет.
У 1946—1980 роках — директор Інституту виноградарства в Конельяно. З 1948 року редактор журналу «Rivista di Viticoltura e di Enologia di Conegliano», з
1950 року — почесний член Асоціації італійських виноробів, з 1951 року — маестро-дегустатор Національного ордену дегустаторрів вина, 1954 року член вищої ради сільського господарства. З 1959 року командор ордена Італійської республіки.
Помер у 1980 році.

## Наукова діяльність
Основні наукові праці зв'язані з питаннями агротехніки винограду, відновленню виноградників після філоксери, ампелографії, селекції, біології, вдосконалення сортименту столового і технічного винограду, екології, вирощування посадкового матеріалу, технології виноробства, формування виноградо-виноробних зон, економії виноградарства і виноробства. Автор понад 550 друкованих праць. Серед них:
- Manuale di enologia (in coll. con T. De Rosa). — Bogolna, 1960;
- Viticoltura pratica. — 4-a ed. — Firenze, 1962.